# 劉冀之
刘冀之，元朝女性人物，衡水曹泰才之妻。
刘冀之十二岁，通古文《孝经》，见小学书，想要拿来读，母亲不许。一天，听到诸兄诵读。再向母亲请求，曰：“这也是女子之事。”于是通经义。成年后，嫁给曹泰才。红巾军攻克河北，曹泰才家族避男到后县西聊城村。红巾兵追来，见刘冀之美貌，想要掠去。刘冀之说：“女人从一而终，二夫尚且不可，何况你们是贼！”红巾兵把金珠放在她面前，刘冀之用手裂开。红巾兵将她拥上马，三四人坠到地上。红巾兵大怒，用绳系她的脖子，在马后拖着。刘冀之用手抓地，头触石流血，骂贼而死。 